# Wikifunctions
Wikifunctions és un catàleg de funcions editat de forma col·laborativa que té com a objectiu permetre la creació, modificació i reutilització de codi. Està estretament relacionat amb el projecte Abstract Wikipedia, una extensió a Wikidata que té com a objectiu crear una versió de Viquipèdia que no es base en cap idioma concret, però que s'adapte a qualsevol mitjançant dades estructurades. Els noms inicials es consideraven provisionals; fins que el 22 de desembre de 2020 es va anunciar el nom definitiu de Wikifunctions.
Va ser concebuda per Denny Vrandečić, cofundador de Wikidata, en un document de treball de Google l'abril de 2020, i proposat formalment el maig de 2020 (com a Wikilambda). Va ser aprovat per la junta de la Fundació Wikimedia el juliol de 2020 com a Abstract Wikipedia. Es preveu que es pose en marxa el 2022, sent el primer projecte Wikimedia en crear-se des de 2012.